# Castelo
Castelo è un comune del Brasile nello Stato dell'Espírito Santo, parte della mesoregione del Sul Espírito-Santense e della microregione di Cachoeiro do Itapemirim. Situato a sud, una delle più belle città del Espírito Santo, è anche uno dei più progressista dello Stato. Ha un buon livello di vita, e la sua popolazione prevalentemente di origine italiana. Il suo indice di sviluppo umano (HDI) è 0,762 (medio-alta), essendo in sedicesima posizione tra 78 comuni dello Stato. Il comune ha la sua topografia molto robusto, con una temperatura media di 22 °C.

## Geografia fisica

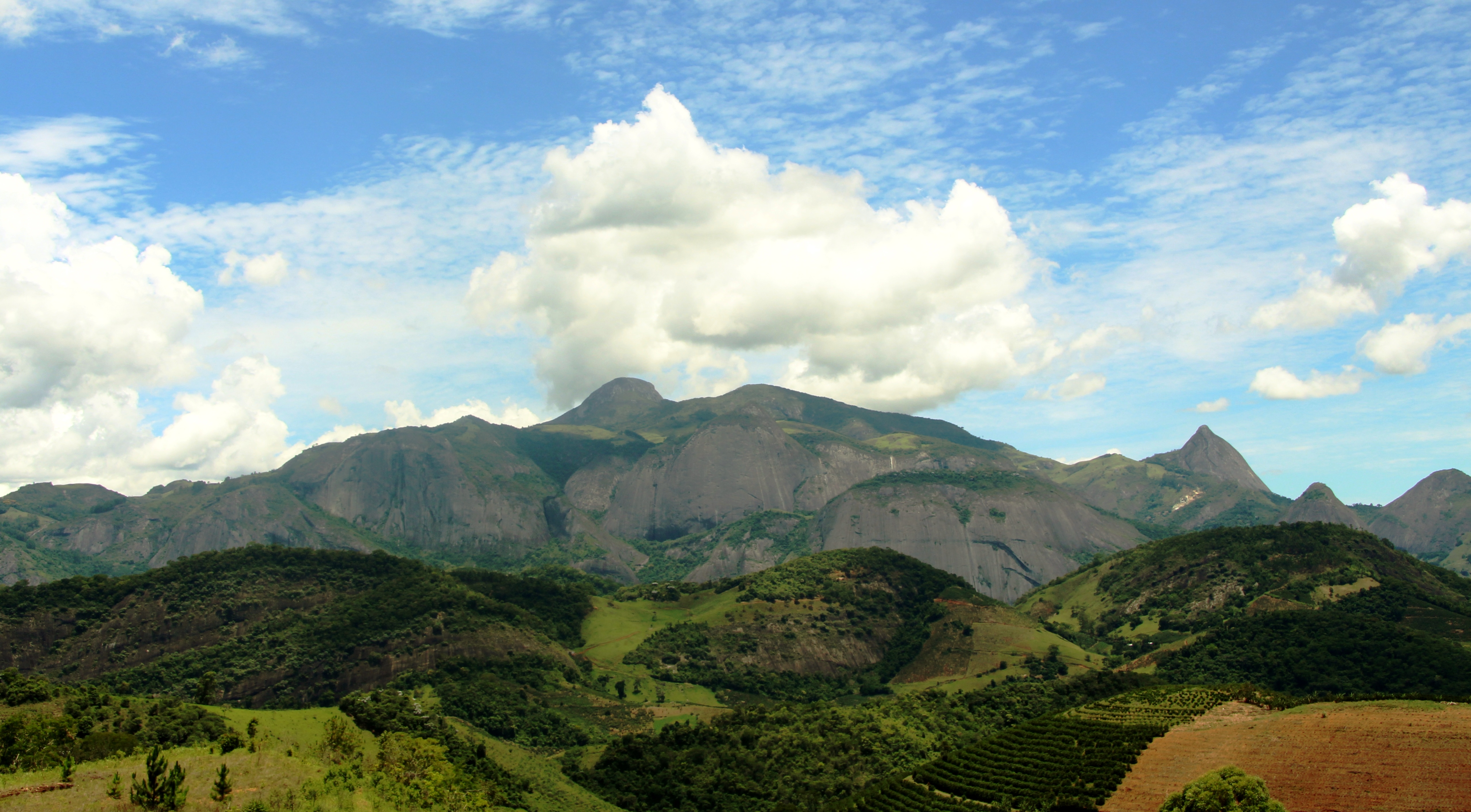
Ambiente naturale attorno a Castelo

Topografia coperto di rocce cristalline, con terreno accidentato per derivazioni della Serra da Mantiqueira, la città vanta numerose bellezze naturali: Forno Grande, Serra da Povoação, da Estrela do Norte, da Prata, do Pontão e Sete Voltas. La vetta più alta è Pico do Forno Grande, uno sperone roccioso con circa 2.039 metri di altitudine si trovano in Parque Estadual do Forno Grande. Da quello superiore può vedere il Pico da Bandeira da un lato e il mare e le città costiere degli altri.
In città c'è anche il Parque Estadual de Mata das Flores, con resti della Foresta Atlantica. Così come il Parque Estadual do Forno Grande, è gestita anche dal Istituto di Stato per l'Ambiente.

## Storia
Castello era inizialmente, come la maggior parte del territorio brasiliano, popolata da indigeni, questi, Botocudos e Puris, abitavano le montagne e le valli della regione. La colonizzazione, agli inizi del XVIII secolo, fu legata alla ricerca di oro e questo determinò Ma scontri tra nativi e nuovi arrivati.